# Кетрін Морріс
Кетрін Морріс (англ. Kathryn Morris, нар. 28 січня 1969) — американська актриса, відома за виконання ролі детектива Лілі Раш у т/с каналу CBS Мертва справа.

## Біографія
Морріс народилася в Цинциннаті, штат Огайо. Жила в Техасі і Коннектикуті з батьками та п'ятьма братами і сестрами. Навчалася у двох коледжах в районі Філадельфії – Північно-східному християнському коледжі та університеті Темпл.
Перша роль Морріс була незначною, у телефільмі 1991 р. Довга дорога додому. Пізніше було ще кілька невеликих ролей, включаючи епізодичну появу в образі психіатричного пацієнта в оскароносному фільмі Краще не буває. Проривом Кетрін стала роль лейтенанта Анналізи «Стінгер» Ліндстром в т/с Золоті крила Пенсаколи протягом двох сезонів у 1997 р.. Морріс продовжувала працювати в кіно (зокрема з Родом Лурі) та короткостроково зіграла роль Найяри у т/с Зена, принцеса воїн (1999).
Побачивши її у фільмі Претендент (дистриб'ютор — DreamWorks), Стівен Спілберг запросив її знятися у двох успішних фільмах. Її сцени включали рок-зірку в Штучний розум, через що Морріс брала уроки інтенсивного співу та гри на гітарі, але епізоди були скорочені режисером, що стало особливо болісним для актриси. У фільмі Особлива думка вона зображала дружину персонажа Тома Круза.
У 2003 р. Морріс зіграла головну роль детектива Лілі Раш у т/с CBS Мертва справа. Вона також з'явилася у фільмах Мисливці за розумом і Час розплати з Беном Аффлеком. У 2012 р. Морріс отримала головну роль Дезіре Гарпер у фільмі Солодший бік життя. 90-хвилинна романтична комедія була вперше показана на Hallmark Channel 19 січня 2013 р.

## Приватне життя
8 квітня 2013 р. Морріс оголосила, що вона і її бойфренд Джонні Месснер на початку вересня 2013 р. очікують близнюків. 21 серпня 2013-го актриса народила хлопчиків-близнюків, Джеймсона та Рокко.

## Фільмографія
| Рік  | Назва                         | Роль                     | Примітки               |
| ---- | ----------------------------- | ------------------------ | ---------------------- |
| 1991 | Холодний, як лід              | Джен                     |                        |
| 1995 | Пісочна людина                | Меган                    | Відео                  |
| 1996 | Паперові дракони              | Кейт                     |                        |
| 1996 | Принц                         | Емілі                    |                        |
| 1997 | Краще не буває                | Пацієнт психіатра        |                        |
| 1998 | Пророцтво 2                   | Тривожна мати            | Відео                  |
| 1999 | Сценарій (фільм)              | Фенні                    |                        |
| 1999 | Залякування (фільм)           | Ліззі Вудс               |                        |
| 2000 | Претендент (фільм, 2000)      | Пейдж Вілломіна          |                        |
| 2001 | Штучний розум                 | Підліток Гані            |                        |
| 2001 | Останній замок                | Слідчий (сцени видалені) |                        |
| 2002 | Роль у житті                  | Челсі Челліні            |                        |
| 2002 | Особлива думка                | Лара Кларк               |                        |
| 2002 | Заручник                      | Лінда Делакруа           | Короткометражний фільм |
| 2003 | Час розплати                  | Ріта Данне               |                        |
| 2004 | Мисливці за розумом           | Сара Мур                 |                        |
| 2007 | Воскрешаючи чемпіона          | Джойсі Кернан            |                        |
| 2008 | Убивство шкільного президента | Сестра Платт             |                        |
| 2011 | Американські жиголо           | Елісон                   |                        |
| 2011 | Людина, яка змінила все       | Дружина Біллі Біна       | Сцена вирізана         |
| 2012 | Недільна мати                 | Джилліан                 | Короткометражний фільм |
| 2013 | Солодкий бік життя            | Дезіре Гарпер            |                        |
| 2015 | Кістяний томагавк             | Лорна                    |                        |
| 2017 | На одній хвилі                | місіс Г'юїтт             |                        |
| 2019 | Бруд                          | Діана Річардс            |                        |